# HD 61219
HD 61219，又名BD+24 1730，SAO 79580、HR 2931，是一颗恒星，视星等为6.17，位于銀經195.56，銀緯20.79，其B1900.0坐标为赤經7h 33m 9.5s，赤緯+24° 20.79′ 58″。